# Lyonsia
Lyonsia é um género botânico pertencente à família Apocynaceae.
1. ↑  «Lyonsia». www.worldfloraonline.org. Consultado em 4 de julho de 2022